# 立川幸之進
立川 幸之進（たてかわ こうのしん、1979年12月14日 - ）は、落語芸術協会所属の落語家。本名∶石飛 優介。島根県松江市出身。

## 経歴
1998年、島根県立松江東高等学校卒業、2002年に広島国際学院大学を中退。
2004年7月、立川談幸に入門。前座名は「松幸」。
2011年4月、立川志の春と共に立川流二ツ目昇進、幸之進と改名。
2014年末、師匠立川談幸、兄弟子立川吉幸と共に落語立川流を退会し2015年4月1日から落語芸術協会に加入。ただし、2年間前座を務めることとなり、2017年3月中席まで前座として扱われた。2017年3月下席をもって二ツ目昇進。
2025年5月1日、瀧川鯉津改め春風亭鯉づむ、瀧川鯉丸と共に真打に昇進した。

## 芸歴
- 2004年7月：立川談幸に入門、前座名「松幸」。
- 2011年4月：二ツ目昇進、「幸之進」と改名。
- 2015年4月：落語芸術協会入会、再度前座修行を開始。
- 2017年3月：再度二ツ目昇進。
- 2025年5月：真打昇進。

## 人物
同じ落語芸術協会に所属する10人（他のメンバーは、春風亭鯉づむ、春風亭昇吾、桂竹千代、昔昔亭喜太郎、瀧川鯉白、三遊亭遊子、桂鷹治、古今亭今いち、笑福亭希光）で「芸協カデンツァ」というユニットを組んでいる。実質的に「成金」の後継にあたる。
落語立川流に所属していた時、円楽一門会の両国寄席にも前座として入っていた。当時の円楽一門会の前座仲間が、2025年6月25日にお江戸両国亭で「祝 立川幸之進の真打昇進 全力でお祝いする会」を開いている。出演は幸之進・三遊亭萬橘・三遊亭朝橘・三遊亭好の助・三遊亭鳳笑。
俳優の青山草太はいとこに当たる。